# Cerberilla pungoarena
Cerberilla pungoarena is een slakkensoort uit de familie van de Aeolidiidae. De wetenschappelijke naam van de soort is voor het eerst geldig gepubliceerd in 1964 door Collier & Farmer.